# أوبسترلاند
أوبسترلاند Opsterland  بلدية تقع في مقاطعة فرايزلاند شمال هولندا.

## طوبوغرافيا
خريطة طوبوغرافية هولندية لبلدية أوبسترلاند، يونيو 2015، (تقرأ بعد ثلاث نقرات على الخريطة).

## توأمة
لأوبسترلاند اتفاقيات توأمة مع:
- بيت ساحور